# Ischnochiton
Ischnochiton is een geslacht van keverslakken uit de familie Ischnochitonidae.  

## Soorten
- Ischnochiton albus (Linnaeus, 1767) (Witte pantserkeverslak)
- Ischnochiton rissoi (Payraudeau, 1826)
- Ischnochiton papillosus (C.B. Adams, 1845)
- Ischnochiton hakodaensis (Pilsbry, 1893)
- Ischnochiton (Ischnochiton) acomphus Hull & Risbec, 1930
- Ischnochiton (Haploplax) adelaidensis (Reeve, 1847)
- Ischnochiton (Ischnochiton) aidae Righi, 1973
- Ischnochiton (Ischnochiton) alascensis Thiele, 1909
- Ischnochiton (Ischnochiton) albinus Thiele, 1911
- Ischnochiton (Haploplax) arbutum (Reeve, 1847)
- Ischnochiton (Ischnoradsia) australis (Sowerby, 1840)
- Ischnochiton (Ischnochiton) bergoti (Vélain, 1877)
- Ischnochiton (Ischnochiton) bigranosus Kaas & Van Belle, 1990
- Ischnochiton (Ischnochiton) boninensis Bergenhayn, 1933
- Ischnochiton (Ischnochiton) bouryi Dupuis, 1917
- Ischnochiton (Haploplax) broomensis Ashby & Cotton, 1934
- Ischnochiton (Haploplax) caliginosus (Reeve, 1847)
- Ischnochiton (Ischnochiton) carinulatus (Reeve, 1847)
- Ischnochiton (Heterozona) cariosus Carpenter in Pilsbry, 1892
- Ischnochiton (Ischnochiton) carolianus Ferreira, 1984
- Ischnochiton (Ischnochiton) cessaci (Rochebrune, 1881)
- Ischnochiton (Ischnochiton) chaceorum Kaas & Van Belle, 1990
- Ischnochiton (Ischnochiton) circumvallatus (Reeve, 1847)
- Ischnochiton (Ischnochiton) colubrifer (Reeve, 1848)
- Ischnochiton (Haploplax) comptus (Gould, 1859)
- Ischnochiton (Ischnochiton) contractus (Reeve, 1847)
- Ischnochiton (Ischnochiton) crassus Kaas, 1985
- Ischnochiton (Ischnochiton) crebristriatus Cochran, 1988
- Ischnochiton (Ischnochiton) dilatosculptus Kaas, 1982
- Ischnochiton (Ischnochiton) dispar (Sowerby in Broderip & Sowerby, 1832)
- Ischnochiton (Ischnochiton) distigmatus Hull, 1924
- Ischnochiton dorsuosus Haddon, 1886
- Ischnochiton edwini (Mello & Pinto, 1989)
- Ischnochiton (Ischnochiton) elizabethensis Pilsbry, 1894
- Ischnochiton (Ischnochiton) elongatus (Blainville, 1825)
- Ischnochiton (Ischnochiton) erythronotus (C. B. Adams, 1845)
- Ischnochiton (Ischnochiton) examinandus Hull, 1923
- Ischnochiton (Ischnochiton) falcatus Hull, 1912
- Ischnochiton (Ischnochiton) feliduensis E. A. Smith in Gardiner, 1903
- Ischnochiton (Ischnochiton) fraternus Thiele, 1909
- Ischnochiton (Heterozona) fruticosus (Gould, 1846)
- Ischnochiton (Ischnochiton) gallensis von Knorre, 1925
- Ischnochiton (Ischnochiton) goreensis Thiele, 1909
- Ischnochiton (Ischnochiton) goudi Kaas, 1996
- Ischnochiton (Ischnochiton) granulifer Thiele, 1909
- Ischnochiton (Ischnochiton) guatemalensis Thiele, 1909
- Ischnochiton (Ischnochiton) hakodadensis Carpenter in Pilsbry, 1893
- Ischnochiton (Ischnochiton) hartmeyeri Thiele, 1910
- Ischnochiton (Ischnochiton) indianus Leloup, 1981
- Ischnochiton (Ischnochiton) indifferens Thiele, 1911
- Ischnochiton (Ischnochiton) intermedius Hedley & Hull, 1912
- Ischnochiton (Ischnochiton) kaasi Ferreira, 1987
- Ischnochiton (Ischnochiton) keili Plate, 1899
- Ischnochiton (Haploplax) lentiginosus (G.B. Sowerby II, 1840)
- Ischnochiton (Ischnochiton) lineolatus (Blainville, 1825)
- Ischnochiton (Ischnochiton) lopesi Kaas, 1974
- Ischnochiton (Ischnochiton) luteoroseus Suter, 1907
- Ischnochiton (Ischnochiton) luticolens Hull, 1923
- Ischnochiton (Ischnochiton) macleani Ferreira, 1978
- Ischnochiton (Ischnochiton) maorianus Iredale, 1914
- Ischnochiton (Ischnochiton) mawlei Iredale & May, 1916
- Ischnochiton (Ischnochiton) mayi Pilsbry, 1895
- Ischnochiton (Ischnochiton) mitsukurii Pilsbry, 1898
- Ischnochiton (Ischnochiton) muscarius (Reeve, 1847)
- Ischnochiton (Ischnochiton) newcombi Carpenter in Pilsbry, 1892
- Ischnochiton (Ischnochiton) nicklesi Kaas & van Belle, 1990
- Ischnochiton (Ischnochiton) niveus Ferreira, 1987
- Ischnochiton (Ischnochiton) obtusus Carpenter in Pilsbry, 1893
- Ischnochiton (Ischnochiton) oniscus (Krauss, 1848)
- Ischnochiton (Ischnochiton) paessleri Thiele, 1909
- Ischnochiton (Ischnochiton) paululus Is. Taki, 1938
- Ischnochiton pectinatus (Sowerby II, 1840)
- Ischnochiton (Ischnochiton) perornatus Carpenter in Pilsbry, 1892
- Ischnochiton (Ischnochiton) pilsbryi Bednall, 1897
- Ischnochiton (Haploplax) poppei Kaas & Van Belle, 1994
- Ischnochiton (Ischnochiton) pseudovirgatus Kaas, 1972
- Ischnochiton (Ischnochiton) ptychius Pilsbry, 1894
- Ischnochiton (Ischnochiton) punctulatissimus (Sowerby in Broderip & Sowerby, 1832)
- Ischnochiton (Ischnochiton) purus Sykes, 1896
- Ischnochiton (Ischnochiton) pusillus (Sowerby in Broderip & Sowerby, 1832)
- Ischnochiton (Haploplax) pusio (Sowerby in Broderip & Sowerby, 1832)
- Ischnochiton (Haploplax) quoyanus Thiele, 1909
- Ischnochiton (Ischnochiton) rhodolithophilus Clark, 2000
- Ischnochiton (Ischnochiton) sansibarensis Thiele, 1909
- Ischnochiton (Ischnochiton) sererorum (Rochebrune, 1881)
- Ischnochiton (Ischnochiton) sirenkoi Dell'Angelo, Prelle, Sosso & Bonfitto, 2011
- Ischnochiton (Haploplax) smaragdinus (Angas, 1867)
- Ischnochiton (Ischnochiton) stramineus (Sowerby in Broderip & Sowerby, 1832)
- Ischnochiton (Ischnochiton) striolatus (Gray, 1828)
- Ischnochiton (Heterozona) subviridis (Iredale & May, 1916)
- Ischnochiton (Ischnochiton) tenuisculptus (Carpenter, 1863)
- Ischnochiton (Ischnochiton) textilis (Gray, 1828)
- Ischnochiton (Haploplax) thomasi Bednall, 1897
- Ischnochiton (Ischnochiton) tindalei Ashby, 1924
- Ischnochiton (Ischnochiton) tomhalei Clark, 2000
- Ischnochiton (Ischnochiton) torri Iredale & May, 1916
- Ischnochiton (Ischnochiton) tridentatus Pilsbry, 1893
- Ischnochiton (Ischnochiton) usticensis Dell'Angelo & Castriota, 1999
- Ischnochiton (Ischnochiton) variegatus (H. Adams & Angas, 1864)
- Ischnochiton (Ischnochiton) verconis Torr, 1911
- Ischnochiton (Ischnochiton) versicolor (Sowerby II, 1839)
- Ischnochiton (Ischnochiton) victoriae Ferreira, 1987
- Ischnochiton (Ischnochiton) virgatus (Reeve, 1848)
- Ischnochiton (Ischnochiton) viridulus (Couthouy MS, Gould, 1846)
- Ischnochiton (Ischnochiton) weedingi Milne, 1958
- Ischnochiton (Ischnochiton) wilsoni Sykes, 1896
- Ischnochiton (Ischnochiton) winckworthi Leloup, 1936
- Ischnochiton (Ischnochiton) yemenensis Van Belle & Wranik, 1991
- Ischnochiton (Ischnochiton) yerburyi (E. A. Smith, 1891)